# Idarcturus allelomorphus
Idarcturus allelomorphus är en kräftdjursart som beskrevs av Menzies och Barnard 1959. Idarcturus allelomorphus ingår i släktet Idarcturus och familjen Arcturidae. Inga underarter finns listade i Catalogue of Life.